# John Sayre
John Sayre   (Tacoma, 1 d'abril de 1936 - 9 de novembre de 2023) és un remer estatunidenc, ja retirat, que va competir durant la dècada de 1950.
El 1960 va prendre part en els Jocs Olímpics d'Estiu de Roma, on guanyà la medalla d'or en la prova del quatre sense timoner del programa de rem. Formà equip amb Arthur Ayrault, Ted Nash i Rusty Wailes. En el seu palmarès també destaca una medalla d'or als Jocs Panamericans de 1959.